# Journal of Song–Yuan Studies
A Journal of Song–Yuan Studies (rövidítve: JSYS)  1970-ben alapított, a Kaliforniai Egyetemen működő Institute of East Asian Studies által kiadott sinológiai szakfolyóirat.

## Leírás
A folyóirat a sinológián belül is elsősorban a Szung (Song)-kor idején létezett idegen dinasztiák, a dzsürcsi Liao- (907–1125), a kitaj Csin- (1115–1234), a tangut Nyugati Hszia (Xia)- (1038–1227), valamint a Szung (Song)-dinasztiát felváltó mongol Jüan (Yuan)-dinasztia (1271–1368) történelmével, kultúrájával kapcsolatos tudományos cikkek, tanulmányok lektorált szakfolyóirata. Évente egyalkalommal jelenik meg.